# The Wanted (album)
The Wanted – debiutancki album brytyjskiej grupy The Wanted, który został wydany w Wielkiej Brytanii przez wytwórnię Geffen 22 października 2010. Pierwszym singlem promującym album został utwór "All Time Low", który dotarł do 1 miejsca UK Singles Chart. Krążek rozszedł się w ponad 500 000 kopii na całym świecie.

## Track lista
| #   | Tytuł                        | Autor tekstu                                                | Producent                     | Długość |
| --- | ---------------------------- | ----------------------------------------------------------- | ----------------------------- | ------- |
| 1.  | "All Time Low"               | Steve Mac, Wayne Hector, Ed Drewett                         | Steve Mac                     | 3:25    |
| 2.  | "Heart Vacancy"              | Mich Hansen, Jonas Jeberg, Lucas Secon, Wayne Hector        | Jonas Jeberg, Cutfather       | 3:44    |
| 3.  | "Lose My Mind"               | Nina Woodford, Rami Yacoub, Carl Falk                       | Rami, Carl Falk, The Wideboys | 3:50    |
| 4.  | "Replace Your Heart"         | Cathy Dennis, Greg Kurstin, Kasia Livingston                | Greg Kurstin                  | 4:07    |
| 5.  | "Hi & Low"                   | Greg Laswell                                                | Phat Fabe                     | 3:41    |
| 6.  | "Let's Get Ugly"             | Ennio Morricone, Guy Chambers, Mc. Stagger                  | Guy Chambers, Richard Flack   | 3:31    |
| 7.  | "Say It on the Radio"        | Daniel James, Leah Haywood, The Wanted                      | Dreamlab                      | 3:18    |
| 8.  | "Golden"                     | Jamie Hartman, The Wanted                                   | Jamie Hartman                 | 2:56    |
| 9.  | "Weakness"                   | Nina Woodford, Harry Sommerdahl, Fabian Torsson, The Wanted | Phat Fabe, Harry Sommerdahl   | 3:56    |
| 10. | "Personal Soldier"           | Guy Chambers, Steph Jones                                   | Guy Chambers, Richard Flack   | 3:48    |
| 11. | "Behind Bars"                | The Wanted, Chris Young                                     | Chris Young                   | 3:01    |
| 12. | "Made"                       | Guy Chambers, Taio Cruz                                     | Guy Chambers, Richard Flack   | 3:22    |
| 13. | "A Good Day for Love to Die" | Mich Hansen, Sharon Vaughn, Marcus John Bryant, The Wanted  | Jonas Jeberg, Cutfather       | 3:32    |

| #   | Tytuł                                  | Autor tekstu                                         | Producent                   | Długość |
| --- | -------------------------------------- | ---------------------------------------------------- | --------------------------- | ------- |
| 14. | "The Way I Feel"                       | Guy Chambers                                         | Guy Chambers, Richard Flack | 3:26    |
| 15. | "All Time Low" (Digital Dog Club Edit) | Steve Mac, Wayne Hector, Ed Drewett                  | Steve Mac                   | 6:04    |
| 16. | "Heart Vacancy" (DJs From Mars Remix)  | Mich Hansen, Jonas Jeberg, Lucas Secon, Wayne Hector | Jonas Jeberg, Cutfather     | 6:15    |
| 17. | "All Time Low" (video)                 | Steve Mac, Wayne Hector, Ed Drewett                  | Steve Mac                   | 3:25    |
| 18. | "Heart Vacancy" (video)                | Mich Hansen, Jonas Jeberg, Lucas Secon, Wayne Hector | Jonas Jeberg, Cutfather     | 3:44    |

## Notowania
| Lista (2010)            | Najwyższa pozycja |
| ----------------------- | ----------------- |
| European Top 100 Albums | 15                |
| Irish Albums Chart      | 11                |
| Scottish Albums Chart   | 4                 |
| UK Albums Chart         | 4                 |

## Historia wydania
| Kraj            | Data                 | Format           | Wytwórnia      |
| --------------- | -------------------- | ---------------- | -------------- |
| Irlandia        | 22 października 2010 | Digital download | Geffen Records |
| Wielka Brytania | 22 października 2010 | Digital download | Geffen Records |
| Wielka Brytania | 25 października 2010 | CD               | Geffen Records |
| Niemcy          | 11 marca 2011        | CD               | Geffen Records |

## Trasa koncertowa
W marcu i kwietniu 2011 zespół odbył trasę koncertową po Wielkiej Brytanii. Jako support występowali Lawson, Twenty Twenty i Starboy Nathan.
| Data             | Miasto              | Miejsce                          |
| ---------------- | ------------------- | -------------------------------- |
| 28 marca 2011    | Manchester          | Manchester Apollo                |
| 29 marca 2011    | Manchester          | Manchester Apollo                |
| 30 marca 2011    | Newcastle upon Tyne | Newcastle City Hall              |
| 1 kwietnia 2011  | Brighton            | Brighton Centre                  |
| 2 kwietnia 2011  | Nottingham          | Nottingham Royal Centre          |
| 3 kwietnia 2011  | Cardiff             | Cardiff International Arena      |
| 5 kwietnia 2011  | Plymouth            | Plymouth Pavilions               |
| 6 kwietnia 2011  | Londyn              | Hammersmith Apollo               |
| 7 kwietnia 2011  | Londyn              | Hammersmith Apollo               |
| 9 kwietnia 2011  | Bournemouth         | Bournemouth International Centre |
| 10 kwietnia 2011 | Sheffield           | Sheffield City Hall              |
| 11 kwietnia 2011 | Wolverhampton       | Wolverhampton Civic Hall         |
| 13 kwietnia 2011 | Glasgow             | Clyde Auditorium                 |
| 14 kwietnia 2011 | Glasgow             | Clyde Auditorium                 |
| 15 kwietnia 2011 | Edynburg            | Edinburgh Playhouse Theatre      |
| 17 września 2011 | Coventry            | Ricoh Arena                      |